# ابلانزول
ابلانزول (به فرانسوی: Ablainzevelle) یک کمون و dwelling place در فرانسه است که در پا-دو-کاله واقع شده‌است.

## خصوصیات
ابلانزول ۲۰۰ نفر جمعیت دارد.